# Ali Gerba
Ali Gerba (* 4. September 1981 in Yaoundé, Kamerun als Ali Ngon) ist ein kanadischer ehemaliger Fußballspieler.

## Verein
Seine Profikarriere begann Gerba in der USL First Division bei Montreal Impact, für die er als Neuling mit sechs Toren und zwei Vorlagen einen neuen Vereinsrekord aufstellte. Nach einer erfolglosen Saison in der Major League Soccer bei Miami Fusion kehrte er in die USL First Division zurück und spielte dort für verschiedene Vereine. Besonders erfolgreich war er dabei für Toronto Lynx, wo er in zwei Saisonen 23 Tore schoss.
Ein erfolgreiches Auftreten bei CONCACAF Gold Cup 2005 mit drei Spielen und ein Tor verschaffte ihm einen Wechsel nach Europa zum GIF Sundsvall, den er trotz fünf Tore in elf Spielen nicht vor dem Abstieg in die Superettan retten konnte. Daraufhin unterzeichnete er einen Dreijahresvertrag beim Erstligisten IFK Göteborg, wo er mehrfach ausgeliehen wurde.
Im Januar 2008 wechselte er schließlich zum deutschen Drittligisten FC Ingolstadt 04, mit dem er den Aufstieg in die 2. Bundesliga erreichen konnte. Nach dem Aufstieg erhielt er keinen Vertrag mehr und wechselte nach England. Dort traf er für die Milton Keynes Dons in 24 Spielen zehn Mal; sein Vertrag wurde zum Saisonende dennoch nicht verlängert.
| Personendaten    | Personendaten              |
| ---------------- | -------------------------- |
| NAME             | Gerba, Ali                 |
| ALTERNATIVNAMEN  | Ngon, Ali                  |
| KURZBESCHREIBUNG | kanadischer Fußballspieler |
| GEBURTSDATUM     | 4. September 1981          |
| GEBURTSORT       | Yaoundé, Kamerun           |